# Mosquete Springfield

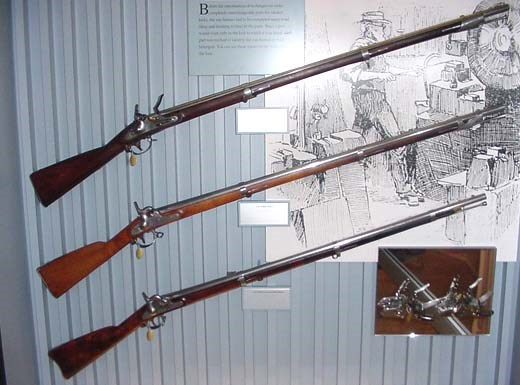
U.S. Musket Model 1816 Type III Springfield Armory Flintlock .69
U.S. Musket Model 1842 Percussion .69
U.S. Rifle-Musket Model 1855 Type II Percussion .58.

Mosquete Springfield é um termo genérico que identifica todos os mosquetes produzidos no Arsenal Springfield.
Esses mosquetes são identificados pela data do projeto seguida pelo nome Springfield ("1855 Springfield", por exemplo). Apesar de a identificação oficial omitir o "Springfield" no nome ("Model 1816 Musket", por exemplo).
Atualmente, os colecionadores popularizaram uma denominação mista ("Springfield Model 1835", por exemplo).

## Mosquetes de alma lisa
Esses são os mosquetes (cano de alma lisa) produzidos em Springfield:
- Model 1795 Musket Primeira arma longa a ser produzida em Springfield.
- Model 1812 Musket - mosquete de pederneira no calibre ,69 polegadas (17,5 milímetros)
- Model 1816 Musket - mosquete de pederneira no calibre ,69 polegadas (17,5 milímetros)
- Model 1822 Musket - mosquete de pederneira no calibre ,69 polegadas (17,5 milímetros)
- Model 1835 Musket - mosquete de pederneira no calibre ,69 polegadas (17,5 milímetros)
- Model 1840 Musket - mosquete de pederneira (depois percussão) no calibre ,69 polegadas (17,5 milímetros)
- Model 1842 Musket - mosquete de percussão no calibre ,69 polegadas (17,5 milímetros)

## Mosquetes de alma estriada
- Springfield Model 1855 - mosquete estriado de percussão no calibre ,58 polegadas (14,7 milímetros)
- Springfield Model 1861 - mosquete estriado de percussão no calibre ,58 polegadas (14,7 milímetros)
- Springfield Model 1863 - mosquete estriado de percussão no calibre ,58 polegadas (14,7 milímetros)

## Visão geral
O Springfield Model 1795 foi o primeiro mosquete a ser produzido nos Estados Unidos. Era essencialmente uma cópia direta do mosquete francês Charleville modèle 1763, importado em grande número durante a Revolução Americana, o Model 1795, tinha no entanto, um alcance um pouco maior e uma acurácia ligeiramente melhor do que seus concorrentes contemporâneos, o que deu vantagem às forças americanas contra as forças britânicas na Guerra de 1812.. A Guerra de 1812 revelou muitas fraquezas no design e na fabricação, que o Model 1812 procurou corrigir. O Model 1812 emprestou muitas características de design do mosquete francês Charleville modèle 1777. O Model 1816 padronizou todas as mudanças que foram feitas durante a produção do Model 1812. Este projeto foi produzido por muitos anos com apenas pequenas alterações, como a modificação do suporte giratório do zarelho no Model 1822. O Model 1835 também era muito semelhante em design, mas foi produzido usando técnicas de fabricação significativamente diferentes, com ênfase em peças feitas por máquinas e intercambiabilidade de peças. Pequenas alterações foram feitas também para o Model 1840, que culminou no Model 1842, que foi o primeiro mosquete a ser produzido com peças feitas à máquina completamente intercambiáveis. Como esses mosquetes foram produzidos com apenas pequenas alterações, alguns historiadores consideram os Modelos de 1816 a 1840 como variantes menores de um único tipo de modelo, o 1816.
O Model 1840 foi o último mosquete a ser produzido como uma pederneira. Muitos mosquetes Model 1840 foram convertidos para espoleta de percussão antes de chegarem ao campo. O sistema de espoleta de percussão foi visto como uma melhoria tão grande que muitos mosquetes anteriores (desde o Model 1816) tiveram seus mecanismos de ação de sílex substituídos por espoletas de percussão.
A década de 1840 também viu a introdução da "Minié ball", que permitia que canos estriados fossem usados com armas de pólvora negra por antecarga. Os mosquetes Model 1840' e Model 1842 foram produzidos com canos de alma lisa, mas muitos tiveram seus canos estriados após a produção, fazendo com que sejam referidos como "rifled musket". Os modelos subsequentes da série continuaram a ser chamados dessa forma, embora não tivessem sido produzidos originalmente com canos de alma lisa.
A "Minié ball", sendo uma bala cônica alongada, tem muito mais massa do que uma bala esférica do mesmo diâmetro. Até então, os mosquetes Springfield usavam balas de calibre .69", o mesmo que o mosquete Charleville em que os primeiros mosquetes Springfield foram baseados. O Exército dos EUA começou a experimentar balas com diâmetros menores e decidiu usar o calibre .58" para uso em mosquetes estriados, já que a "Minié ball" de calibre .58 tinha aproximadamente a mesma massa de uma bala esférica de calibre .69. A "Minié ball" calibre .58 tornou-se padrão a partir do Springfield Model 1855.
O Model 1855 também tentou melhorar a cadência de tiro geral do mosquete, substituindo a espoleta de percussão pela espoleta de fita Maynard. Isso provou não ser confiável, e o Model 1861 reverteu para o sistema de espoleta de percussão original. O Model 1863 apresentava apenas pequenas melhorias em relação ao Model 1861 e costuma ser considerado uma variante desse modelo.
Após a Guerra Civil Americana, muitos mosquetes Model 1861/1863 foram convertidos em armas de carregamento pela culatra (retrocarga), criando o rifle Springfield Model 1865, usando o mecanismo chamado "trapdoor". Após a mudança de carregamento por antecarga para retrocarga, essas armas não eram mais chamadas de "mosquetes estriados" ("rifled muskets") e, em vez disso, eram simplesmente chamadas de "rifles".